# Formicivora rufa
El hormiguerito dorsirrufo (Formicivora rufa), también denominado hormiguero de lomo rojo, hormiguerito de dorso rojizo (en Perú), batará cola negra (en Paraguay) o choro ñanandy (en guaraní, en Paraguay), es una especie de ave paseriforme de la familia Thamnophilidae perteneciente al género Formicivora. Es nativo de Sudamérica.

## Distribución y hábitat
Se distribuye principalmente en el centro sur, este y oeste de Brasil, extremo sureste de Perú, norte y este de Bolivia y centro y noreste de Paraguay, con poblaciones aisladas en los Andes del centro este de Perú y en el sur de Surinam y extremo noreste de Brasil. Ver detalles en Subespecies.

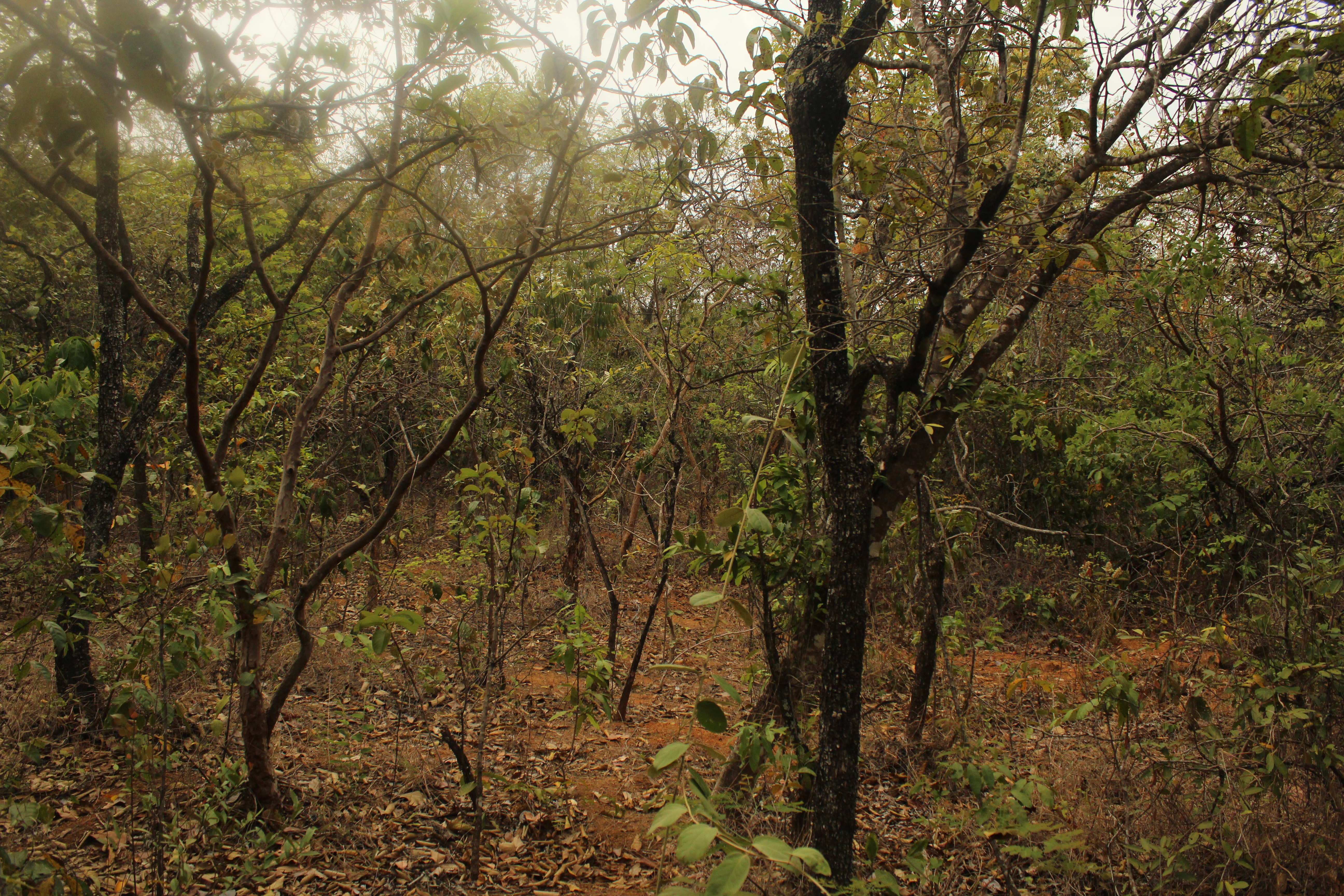
Bosque típico de cerrado, ejemplo de hábitat de la especie, en Minas Gerais, Brasil.

Sus hábitats naturales son las regiones de matorral seco subtropicales o tropicales, cerrados y los herbazales estacionalmente inundables. También puede vivir en los antiguos bosques muy degradados. Hasta los 1450 m s. n. m. en el sur de Perú.

## Descripción
Mide 12,5 cm de longitud. El macho es pardo rufo por arriba con una lista superciliar blanca desde la base del pico que se prolonga hasta una faja blanca a los lados del cuerpo; cobertoras de las alas con mucho negro y pintas blancas; las plumas de la cola con puntas blancas y las plumas externas orladas de blanco; por abajo es negro con flancos blancos. La hembra es parecida, pero blanca por abajo, garganta y pecho rayados de negro con los flancos pardos.

## Comportamiento
No entra en áreas de vegetación más alta, permaneciendo en sus bordes. Anda siempre en parejas o en pequeños grupos, probablemente los juveniles de la estación anterior.

### Alimentación
Se alimenta de insectos y otros artrópodos, que busca muy activamente en las ramas interiores de árboles y arbustos.

### Reproducción
El nido, en formato de cesto, es hecho de pastos en horquillas horizontales en los arbustos, escondidos por el follaje.

### Vocalización
A cualquier señal de peligro, emite su llamado más característico, un matraqueo bajo, de notas rápidas y de larga duración. Macho y hembra responden mutuamente, cada vez con llamados más largos. Este llamado es un «tididi» rápido y áspero, repetido de 12 a 15 veces, a veces tan rápido que parece un trinado. El canto es un trinado seco «trrrrr!» enfático.

## Sistemática

### Descripción original
La especie F. rufa fue descrita por primera vez por el naturalista alemán Maximilian zu Wied-Neuwied en 1831 bajo el nombre científico Myiothera rufa; localidad tipo «interior de Bahía, Brasil».

### Etimología
El nombre genérico femenino «Formicivora» proviene del latín «formica»: hormiga y «vorare»: devorar; significando «devorador de hormigas». y el nombre de la especie «rufa», proviene del latín «rufus»: rojo, rojizo.

### Taxonomía
Los estudios morfológicos, moleculares y de vocalización indican que, con excepción de Formicivora iheringi, todas las especies situadas en el presente género forman un grupo bien definido. De acuerdo a amplios estudios morfológicos y de voz, la presente especie está más próxima a Formicivora grisea y a F. acutirostris; la relación con esta última también está soportada por estudios genéticos. Ocurren variaciones de plumaje entre las subespecies como actualmente definido, la nominal y chapmani posiblemente se cruzan; posiblemente existan variaciones regionales en el repertorio vocal pero se necesitan más estudios.

### Subespecies
Según la clasificación del Congreso Ornitológico Internacional (IOC) (Versión 7.2, 2017) y Clements Checklist v.2016, se reconocen 3 subespecies, con su correspondiente distribución geográfica:
- Formicivora rufa urubambae J. T. Zimmer, 1932 - este de Perú (localmente en la ladera oriental de los Andes en San Martín y Cuzco).
- Formicivora rufa chapmani Cherrie, 1916 - sur de Surinam y norte de Brasil (localmente en Amapá, Pará, Maranhão y Piauí).
- Formicivora rufa rufa (Wied, 1831) - centro sur y este de Brasil (del sur de Amazonas y extremo este de Acre hacia el este hasta Mato Grosso y Goiás, y desde el litoral de Pernambuco, al sur hasta Mato Grosso do Sul y norte de São Paulo) al sur hasta el extremo sureste del Perú (extremo este de Madre de Dios), este de Bolivia (Beni, La Paz, noreste de Cochabamba, Santa Cruz), y centro y noreste de Paraguay (localmente a lo largo del río Paraguay y en el norte de Amambay).